# شرينكينج (مسلسل)
شرينكنج (بالإنجليزية: Shrinking)‏ هو مسلسل كوميدي درامي أمريكي أخرجه كلًا من بيل لورانس وجيسون سيغل وبريت جولدستين. عُرض للمرة الأولى في 27 يناير 2023م على آبل تي في+. وأعلن عن إعداد موسم ثاني له في شهر مارس 2023.

## القصة
يحكي المسلسل قصة جيمي لايرد، وهو معالج نفسي يمر بفترة حداد قاسية تدفعه إلى خرق الحواجزالأخلاقية لمهنته من خلال إخبار مرضاه برأيه الشخصي عن حياتهم وما يجب عليهم فعله. مما يؤدي إلى حدوث تغيرات كبيرة في حياتهم وحياته.

## الإنتاج
طللبت أبل تي في+ إعداد 10 حلقات من المسلسل في أكتوبر 2021، ببطولة جيسون سيغل، الذي شارك في إنتاج المسلسل مع بيل لورانس وجيسون سيغل.
في أبريل 2022 ، انضم هاريسون فورد ، وجيسيكا ويليامز ، وكريستا ميلر ، ومايكل أوري ، ولوك تيني ، ولوكيتا ماكسويل إلى فريق الإنتاج ، وكما إنضم جيمس بونسولدت كمخرج ومنتج تنفيذي للمسلسل. كُتبت أغنية الشارة الخاصة بالمسلسل من قبل بين جيبارد وتوم هاوي.
بدأ انتاج المسلسل في أبريل 2022. وعرضت أول حلقتين له في 27 يناير 2023 وتم بعد ذلك إصدار باقي حلقات المسلسل بشكل أسبوعي. وفي مارس 2023م، أعلنت أبل تي في+ عن انتاج موسم ثاني للمسلسل.

## الممثلون

### الممثلون الرئيسيون:[7]
- جيسون سيغل، يمثل دور جيمي لير، وهو معالج نفسي يمر بفترة حداد عصيبة بعد وفاة زوجته.[8]
- جيسيكا وليامز، تمثل دور غابي وهي زميلة عمل لجيمي في مركز العلاج السلوكي المعرفي.[9]
- لوك تيني، يمثل دور شين، وهو مريض نفسي يحضر جلسات علاجية مع جيمي لير ليعالج مشاكله مع التحكم بالغضب.[9]
- مايكل يوري، يمثل دور برايان، أحد أصدقاء جيمي المقربين[9]
- لوكيتا ماكسويل، تمثل دور أبنة جيمي المراهقة أليس[8]
- كريستا ميلر، تمثل دور ليز وهي جارة جيمي التي تساعده في رعاية أليس[8]
- هاريسون فورد، يمثل دور دكتور بول رودس وهو كبير المعالجين في مركز العلاج السلوكس المعرفي، كما أنه يعاني من مرض باركنسون.[10]

## الحلقات[11]
| ر. الإجمالي | العنوان           | المخرج         | الكاتب                                 | تاريخ العرض الأصلي |
| ----------- | ----------------- | -------------- | -------------------------------------- | ------------------ |
| 1           | «قلب عملة معدنية» | جيمس بونسولدت  | بيل لورانس، جيسون سيجيل، بريت جولدستين | 27 ديسمبر 2023     |
| 2           | «قلعة العزلة»     | ري روسو يونغ   | بيل لورانس، جيسون سيجيل، بريت جولدستين | 27 ديسمبر 2023     |
| 3           | «15 دقيقة»        | ري روسو يونغ   | بيل لورانس                             | 3 فبراير 2023      |
| 4           | «البطاطا»         | جيمس بونسولدت  | بيل لورانس، جيسون سيجيل، بريت جولدستين | 10 فبراير 2023     |
| 5           | «ووف»             | جيمس بونسولدت  | بيل لورانس، جيسون سيجيل، بريت جولدستين | 17 فبراير 2023     |
| 6           | «متلازمة المحتال» | راندال وينستون | بيل لورانس، جيسون سيجيل، بريت جولدستين | 20 ديسمبر 2019     |
| 7           | «جولة اعتذار»     | راندال وينستون | بيل لورانس، جيسون سيجيل، بريت جولدستين | 3 مارس 2023        |
| 8           | «بوب»             | زاك براف       | بيل لورانس، جيسون سيجيل، بريت جولدستين | 10 مارس 2023       |
| 9           | «المضي قُدمًا»      | راندال وينستون | بيل لورانس، جيسون سيجيل، بريت جولدستين | 17 مارس 2023       |
| 10          | «اختتام»          | جيمس بونسولدت  | بيل لورانس، جيسون سيجيل، بريت جولدستين | 24 مارس 2023       |

## الاستقبال الجماهيري
حاز المسلسل على قبول بنسبة 82% على موقع روتن توميتوز وقيمه 83 ناقد، وأجمع غالبية النقاد على الموقع بأن المسلسل يستعرض أفكار قاتمة إلا أن أداء الممثلين فيه يدعو إلى التعمق في المسلسل وشخصياته. كما حاز المسلسل على 68 من أصل 100 نقطة على موقع ميتاكريتيك وقيمه 33 ناقد، وكانت لغالبية المراجعات نبرة جيدة حيال المسلسل.
أعطت الناقدة كرستين بالدوين المسلسل تقييم ب+ على مجلة إنترتينمنت ويكلي، ووصفته بمسلسل كوميدي يتناول موضوع الصراحة المطلقة ومايصاحب ذلك من قوة ومخاطر. وأعطى الناقد ريتشارد رويپير من صحيفة شيكاغو سن-تايمز المسلسل تقييم 3.5 من 4، وقال أنه من الصعب التنبؤء بأحداث المسلسل.